# Петтичинкова върба
Петтичинковата върба (Salix pentandra) е растение от семейство върбови - дърво или храст до 10 m високо, а младите му клонки са голи, лъскави жълтозелени. Пъпките са голи, лъскави, кафяви с извит връх. Листата са дълги до 13 cm, от горната страна тъмнозелени и лъскави, а от долната страна светлозелени. Цветовете са двудомни, като мъжките са с по 5 тичинки. Семената са дребни, жълтокафяви с хвърчилка. Петтичинковата върба обитава торфища и блата в средния планински пояс до 1300 m надморска височина. За България тя е изключително рядко растение, включено в Червената книга с категория „критично застрашен“.